# Reine Almqvist
Reine Almqvist (Göteborg, 12 aprile 1949) è un allenatore di calcio ed ex calciatore svedese, di ruolo attaccante.

## Carriera

### Giocatore

#### Club
Almqvist cominciò la carriera con la maglia dell'IFK Göteborg. Nel 1969, vinse il campionato e si laureò capocannoniere con 16 reti. Passò poi all'Åtvidaberg, con cui vinse l'Allsvenskan 1973, primo titolo nella storia del club. Militò brevemente nelle file dell'IFK Sundsvall, prima di tornare al Göteborg e vincere la classifica marcatori nel 1977 e la Svenska Cupen 1979. Giocò poi negli statunitensi dei Seattle Sounders, per poi tornare in patria, all'Häcken. Dopo un'esperienza all'Ope, prima di chiudere la carriera con la maglia dei norvegesi del Djerv 1919.

#### Nazionale
Conta 4 presenze per la Svezia, con una rete all'attivo.

### Allenatore
Contemporaneamente alla sua carriera di calciatore attivo, Almqvist diventò allenatore. Cominciò all'IF Olsfors nel 1977, per poi guidare il Kullens BK e successivamente diventare allenatore-giocatore dell'Häcken. Inizialmente, ricoprì lo stesso ruolo al Djerv 1919, dedicandosi in seguito soltanto alla panchina. Dal 1986 al 1987, guidò il Fredrikstad. Tornò poi all'Häcken e guidò successivamente Helsingborg e Göteborg. Dopo un anno al Landskrona BoIS, tornò in Norvegia per diventare il tecnico del Bryne (che portò in finale nella Coppa di Norvegia 2001, poi persa contro il Viking) e del Tønsberg. Tornò nuovamente all'Häcken e, dopo un biennio al Västra Frölunda, all'IF Olsfors.

## Palmarès

### Giocatore

#### Club

##### Competizioni nazionali
- Campionato svedese: 2

IFK Göteborg: 1969
Åtvidaberg: 1973
- Coppa di Svezia: 1

IFK Göteborg: 1979

#### Individuale
- Capocannoniere del campionato svedese: 2

1969 (16 gol), 1977 (15 gol)